# Gội xanh
Gội xanh hay ngâu rất xanh (danh pháp khoa học: Aglaia perviridis) là một loài thực vật]] thuộc họ Meliaceae. Loài này có ở Bangladesh, Bhutan, Trung Quốc, Ấn Độ, Malaysia, Thái Lan, và Việt Nam.